# Discografia degli Alter Bridge
La discografia degli Alter Bridge, gruppo musicale hard rock/heavy metal statunitense, è costituita da sette album in studio, quattro dal vivo, un EP e oltre venti singoli, pubblicati tra il 2004 e il 2023.

## Album

### Album in studio
| Anno                                                                          | Titolo | Classifiche | Classifiche | Classifiche | Classifiche | Classifiche | Classifiche | Classifiche | Classifiche | Classifiche | Classifiche | Certificazioni |
| Anno                                                                          | Titolo | USA         | AUS         | AUT         | GER         | IRL         | ITA         | NLD         | SWE         | SWI         | UK          | Certificazioni |
| ----------------------------------------------------------------------------- | --- | ----------- | ----------- | ----------- | ----------- | ----------- | ----------- | ----------- | ----------- | ----------- | ----------- | -------------- |
| 2004                                                                          | One Day Remains - Pubblicato: 10 agosto 2004 - Etichetta: Wind-up - Formati: CD, download digitale            | 5           | 37          | —           | 61          | —           | —           | 56          | —           | 54          | 102         | - USA: Oro     |
| 2007                                                                          | Blackbird - Pubblicato: 8 ottobre 2007 - Etichetta: Universal Republic - Formati: CD, 2 LP, download digitale | 13          | —           | 64          | 55          | —           | —           | 27          | 56          | 83          | 37          | - UK: Oro      |
| 2010                                                                          | AB III - Pubblicato: 9 novembre 2010 - Etichetta: Roadrunner - Formati: CD, CD+DVD, 2 LP, download digitale   | 17          | 35          | 15          | 18          | 66          | 83          | 20          | 45          | 15          | 9           | - UK: Argento  |
| 2013                                                                          | Fortress - Pubblicato: 8 ottobre 2013 - Etichetta: Roadrunner - Formati: CD, 2 LP, download digitale          | 12          | 13          | 4           | 7           | 16          | 9           | 10          | 17          | 14          | 6           | - UK: Argento  |
| 2016                                                                          | The Last Hero - Pubblicato: 7 ottobre 2016 - Etichetta: Napalm - Formati: CD, 2 LP, download digitale         | 8           | 6           | 6           | 5           | 30          | 8           | 10          | 33          | 5           | 3           |                |
| 2019                                                                          | Walk the Sky - Pubblicato: 18 ottobre 2019 - Etichetta: Napalm - Formati: CD, 2 LP, MC, download digitale     | 16          | 7           | 3           | 5           | 68          | 18          | 16          | 59          | 1           | 4           |                |
| 2022                                                                          | Pawns & Kings - Pubblicato: 14 ottobre 2022 - Etichetta: Napalm - Formati: CD, LP, MC, download digitale      | 35          | 9           | 5           | 7           | —           | 50          | 15          | —           | 2           | 6           |                |
| "—" indica una pubblicazione non classificata o non pubblicata in quel Paese. | |             |             |             |             |             |             |             |             |             |             |                |

### Album dal vivo
| Anno                                                                          | Titolo | Classifiche | Classifiche | Classifiche | Classifiche | Classifiche |
| Anno                                                                          | Titolo | AUT         | GER         | NLD         | SWI         | UK          |
| ----------------------------------------------------------------------------- | --- | ----------- | ----------- | ----------- | ----------- | ----------- |
| 2011                                                                          | Live from Amsterdam - Pubblicato: 11 gennaio 2011 - Etichetta: DC3 Global - Formati: CD+DVD, download digitale                         | 60          | 87          | —           | —           | 94          |
| 2012                                                                          | Live at Wembley - Pubblicato: 26 marzo 2012 - Etichetta: DC3 Global - Formati: CD+BD, CD+2 DVD, download digitale                      | —           | 78          | 66          | —           | 31          |
| 2017                                                                          | Live at the O2 Arena + Rarities - Pubblicato: 8 settembre 2017 - Etichetta: Napalm - Formati: 3 CD, 3 CD+DVD, 4 LP, download digitale  | 30          | 26          | 162         | 48          | 36          |
| 2018                                                                          | Live at the Royal Albert Hall - Pubblicato: 7 settembre 2018 - Etichetta: Napalm - Formati: 2 CD, 2 CD+DVD+BD, 3 LP, download digitale | 14          | 17          | 116         | 27          | 18          |
| "—" indica una pubblicazione non classificata o non pubblicata in quel Paese. | |             |             |             |             |             |

## Extended play
| Anno | Titolo                                                                                        | Classifiche | Classifiche |
| Anno | Titolo                                                                                        | GER         | SWI         |
| ---- | --------------------------------------------------------------------------------------------- | ----------- | ----------- |
| 2020 | Walk the Sky 2.0 - Pubblicato: 6 novembre 2020 - Etichetta: Napalm Records - Formati: CD, 12" | 77          | 36          |

## Singoli
| Anno                                                                          | Titolo                | Classifiche | Classifiche | Classifiche | Classifiche | Classifiche | Classifiche | Album di provenienza            |
| Anno                                                                          | Titolo                | USA         | USA Alt.    | USA Main.   | USA Rock    | AUS         | UK          | Album di provenienza            |
| ----------------------------------------------------------------------------- | --------------------- | ----------- | ----------- | ----------- | ----------- | ----------- | ----------- | ------------------------------- |
| 2004                                                                          | Open Your Eyes        | 123         | 24          | 2           | —           | 49          | —           | One Day Remains                 |
| 2004                                                                          | Find the Real         | —           | —           | 7           | —           | —           | —           | One Day Remains                 |
| 2005                                                                          | Broken Wings          | —           | —           | 29          | —           | —           | —           | One Day Remains                 |
| 2007                                                                          | Rise Today            | —           | 32          | 15          | —           | —           | —           | Blackbird                       |
| 2008                                                                          | Ties That Bind        | —           | —           | —           | —           | —           | —           | Blackbird                       |
| 2008                                                                          | Watch Over You        | —           | —           | 19          | —           | —           | —           | Blackbird                       |
| 2008                                                                          | Before Tomorrow Comes | —           | —           | 29          | —           | —           | —           | Blackbird                       |
| 2010                                                                          | Isolation             | —           | 20          | 1           | 5           | —           | —           | AB III                          |
| 2010                                                                          | I Know It Hurts       | —           | —           | —           | —           | —           | —           | AB III                          |
| 2011                                                                          | Ghost of Days Gone By | —           | 39          | 4           | 11          | —           | —           | AB III                          |
| 2011                                                                          | Wonderful Life        | —           | —           | —           | —           | —           | —           | AB III                          |
| 2013                                                                          | Addicted to Pain      | —           | —           | 4           | —           | —           | 150         | Fortress                        |
| 2013                                                                          | Cry a River           | —           | —           | —           | —           | —           | —           | Fortress                        |
| 2016                                                                          | Show Me a Leader      | —           | —           | 16          | —           | —           | —           | The Last Hero                   |
| 2016                                                                          | My Champion           | —           | —           | 18          | —           | —           | —           | The Last Hero                   |
| 2017                                                                          | The Other Side (Live) | —           | —           | —           | —           | —           | —           | Live at the O2 Arena + Rarities |
| 2017                                                                          | Metalingus (Live)     | —           | —           | —           | —           | —           | —           | Live at the O2 Arena + Rarities |
| 2017                                                                          | Blackbird (Live)      | —           | —           | —           | —           | —           | —           | Live at the O2 Arena + Rarities |
| 2019                                                                          | Wouldn't You Rather   | —           | —           | 18          | —           | —           | —           | Walk the Sky                    |
| 2019                                                                          | Pay No Mind           | —           | —           | —           | —           | —           | —           | Walk the Sky                    |
| 2019                                                                          | Take the Crown        | —           | —           | —           | —           | —           | —           | Walk the Sky                    |
| 2019                                                                          | In the Deep           | —           | —           | —           | —           | —           | —           | Walk the Sky                    |
| 2019                                                                          | Dying Light           | —           | —           | —           | —           | —           | —           | Walk the Sky                    |
| 2020                                                                          | Native Son            | —           | —           | 32          | —           | —           | —           | Walk the Sky                    |
| 2022                                                                          | Pawns & Kings         | —           | —           | —           | —           | —           | —           | Pawns & Kings                   |
| 2022                                                                          | Silver Tongue         | —           | —           | 28          | —           | —           | —           | Pawns & Kings                   |
| 2022                                                                          | Sin After Sin         | —           | —           | —           | —           | —           | —           | Pawns & Kings                   |
| 2022                                                                          | This Is War           | —           | —           | —           | —           | —           | —           | Pawns & Kings                   |
| 2023                                                                          | Holiday               | —           | —           | —           | —           | —           | —           | Pawns & Kings                   |
| "—" indica una pubblicazione non classificata o non pubblicata in quel Paese. |                       |             |             |             |             |             |             |                                 |

## Altri brani entrati in classifica
| Anno | Titolo          | Classifiche | Album di provenienza |
| Anno | Titolo          | USA Main.   | Album di provenienza |
| ---- | --------------- | ----------- | -------------------- |
| 2013 | Cry of Achilles | 27          | Fortress             |
| 2019 | Godspeed        | 24          | Walk the Sky         |

## Videografia

### Album video
| Anno                                                                          | Titolo | Classifiche |
| Anno                                                                          | Titolo | USA         |
| ----------------------------------------------------------------------------- | --- | ----------- |
| 2009                                                                          | Live from Amsterdam - Pubblicato: 15 settembre 2009 - Etichetta: DC3 Global - Formati: DVD, BD             | 6           |
| 2012                                                                          | Live at Wembley: European Tour 2011 - Pubblicato: 26 marzo 2012 - Etichetta: DC3 Global - Formati: DVD, BD | —           |
| "—" indica una pubblicazione non classificata o non pubblicata in quel Paese. | |             |

### Video musicali
| Anno | Titolo                                                        | Regista/i                |
| ---- | ------------------------------------------------------------- | ------------------------ |
| 2004 | Open Your Eyes                                                | Dean Karr                |
| 2005 | Broken Wings                                                  | Dean Karr                |
| 2007 | Rise Today                                                    | Dale Resteghini          |
| 2007 | Ties That Bind                                                | Michael Alperowitz       |
| 2008 | Watch Over You                                                | —                        |
| 2010 | Isolation                                                     | Daniel Catullo           |
| 2013 | Addicted to Pain                                              | Daniel Catullo           |
| 2014 | Cry of Achilles                                               | Simon Ralph & Lee Parker |
| 2016 | Show Me a Leader                                              | Zen Deans                |
| 2017 | Cradle to the Grave                                           | /                        |
| 2017 | The Other Side (Live)                                         | /                        |
| 2018 | Addicted to Pain (Live at the Royal Albert Hall)              | Dan Sturgess             |
| 2018 | Words Darker Than Their Wings (Live at the Royal Albert Hall) | Dan Sturgess             |
| 2018 | The End Is Here (Live at the Royal Albert Hall)               | Dan Sturgess             |
| 2019 | Wouldn't You Rather                                           | Dan Sturgess             |
| 2019 | Dying Light                                                   | Dan Sturgess             |
| 2020 | Native Son                                                    | Stefano Bertelli         |
| 2020 | Last Rites                                                    |                          |
| 2022 | Pawns & Kings                                                 |                          |
| 2022 | Silver Tongue                                                 | Ollie Jones              |
| 2022 | Sin After Sin                                                 |                          |
| 2022 | This Is War                                                   |                          |
| 2023 | Holiday                                                       | Dan Sturgess             |